# Karavanserai

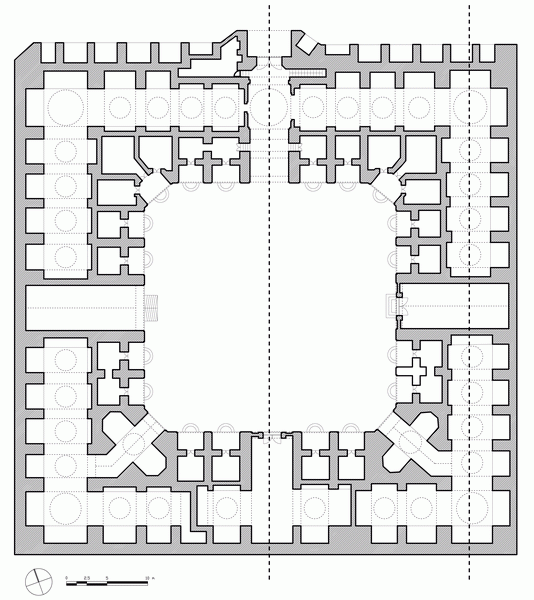
Plattegrond van de karavanserai van Karaj in Iran, die typisch is voor een Safawide karavanserai.

Een karavanserai of caravanserai, is een groot gebouw met meerdere functies dat langs het wegennet van de zijderoutes werd gebouwd voor handelaren die in karavanen tussen Oost-Azie en het Westen te voet of met lastdieren goederen transporteerden. Ze kwamen voor in Centraal-Azië, Anatolië, het Midden-Oosten, Noord-Afrika en op de Balkan en werden op regelmatige afstanden van elkaar gebouwd. Een grote karavanserai had meerdere functies: een veilige overnachtingsplek voor reizende handelaren, hun waren en hun dieren, een opslag en marktplaats voor goederen. Ook ontdekkingsreizigers, wetenschappers en missionarissen maakten er gebruik van. Doordat veel verschillende soorten mensen uit vele windrichtingen elkaar tegen kwamen in de karavanserais, werden het ook middelpunten voor de uitwisseling van nieuws, gebruiken, kennis en cultuur. Tegenwoordig hebben karavanserais meestal hun oude functies verloren.

## Naam
Het woord karavanserai komt van het Perzische كاروانسرا (kārwānsarā, kārwān betekent karavaan - serā rustplek), in Turkse talen komen kervansaray en sarayı (zie ook serail) voor. In Noord-Afrikaanse gebieden wordt meestal foendoeq gezegd, dat betekent "herberg".

## Vormgeving
Karavanserais bestaan meestal uit een grote binnenplaats met een sluitende ring van gebouwen eromheen, een afsluitbare poort, vaak met een arcade ervoor. De poort moest breed genoeg zijn om lastdieren (zoals kamelen) door te laten. In de gebouwen bevonden zich kleine nissen en kamertjes waar zowel reizigers als dieren konden slapen. Vaak sliepen de mensen op de eerste verdieping, de dieren op de begane grond, maar dat was niet altijd het geval. Soms lagen er simpele matrassen in de kamers. Overnachten was gratis, maar men moest zijn eigen eten en kookgerei meenemen. Daar stond tegenover dat sommige karavanserais een hamam (badhuis) hadden, en de meeste een gebedsruimte of moskee.

## Geschiedenis
De eerste karavanserais ontstonden in de Seltsjoekse emiraten van Centraal-Azië in de 10e eeuw. Het waren meestal kleine herbergen. Met de groei van de handel langs de zijderoutes kregen ook militaire steunpunten en forten een functie als herberg voor reizende handelaren en later werden er speciale gebouwen ontworpen en gebouwd. Met de opmars van de Seltsjoeken naar het Midden-Oosten, werd vanaf de 13e eeuw Anatolië ontsloten door een netwerk van karavanserais. Deze lagen telkens 30 tot 40 km van elkaar, wat ongeveer overeenkwam met de afstand die een karavaan per dag kon afleggen. Tijdens het Ottomaanse Rijk en het Safawidenrijk in Perzië werd het netwerk verder uitgebouwd door het Midden-Oosten, Noord-Afrika en zelfs de Balkan. In de 20e eeuw verloren de karavanserais hun functie.

## Trivia
- In Museumpark Orientalis Heilig Land Stichting bij Groesbeek is een karavanserai nagebouwd op basis van een inmiddels niet meer bestaande karavanserai uit Syrië.

## Galerij

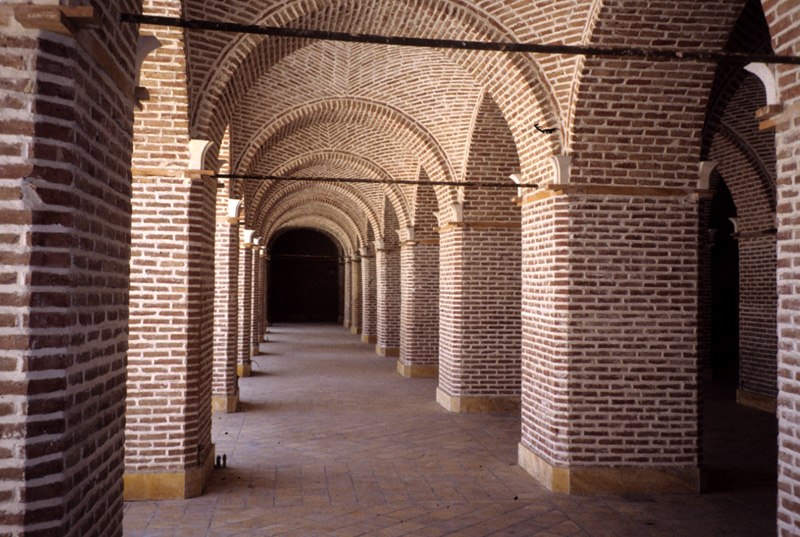
Arcade in de karavanserai Sa'd al-Saltaneh in Qazvin, Iran
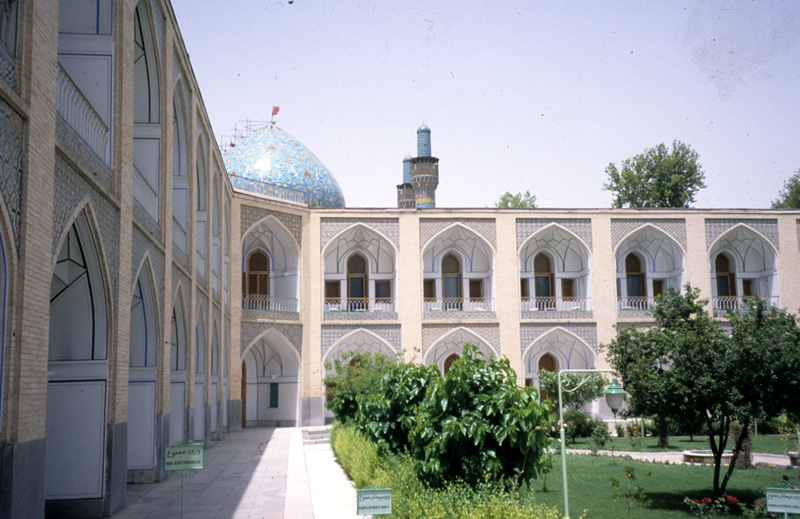
De karavanserai Sjah Abbas in Isfahan, Iran, tegenwoordig in gebruik als hotel
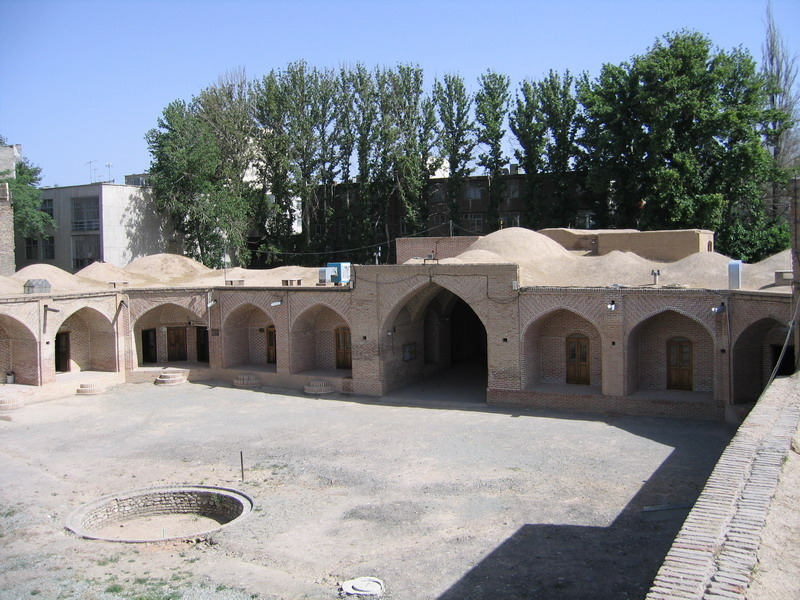
Karavanserai in Karaj, Iran
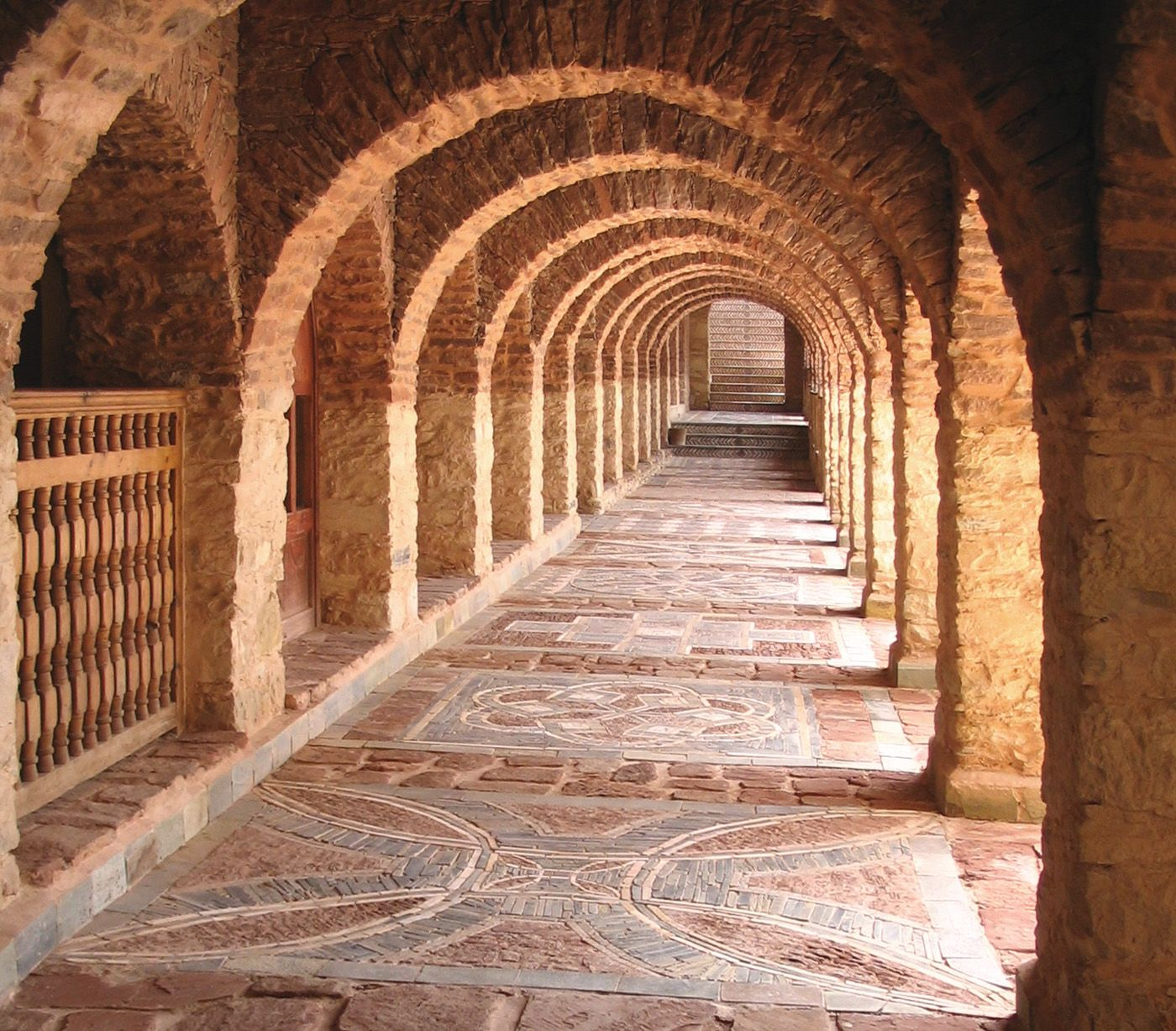
Arcade in de Medina van Agadir, Marokko
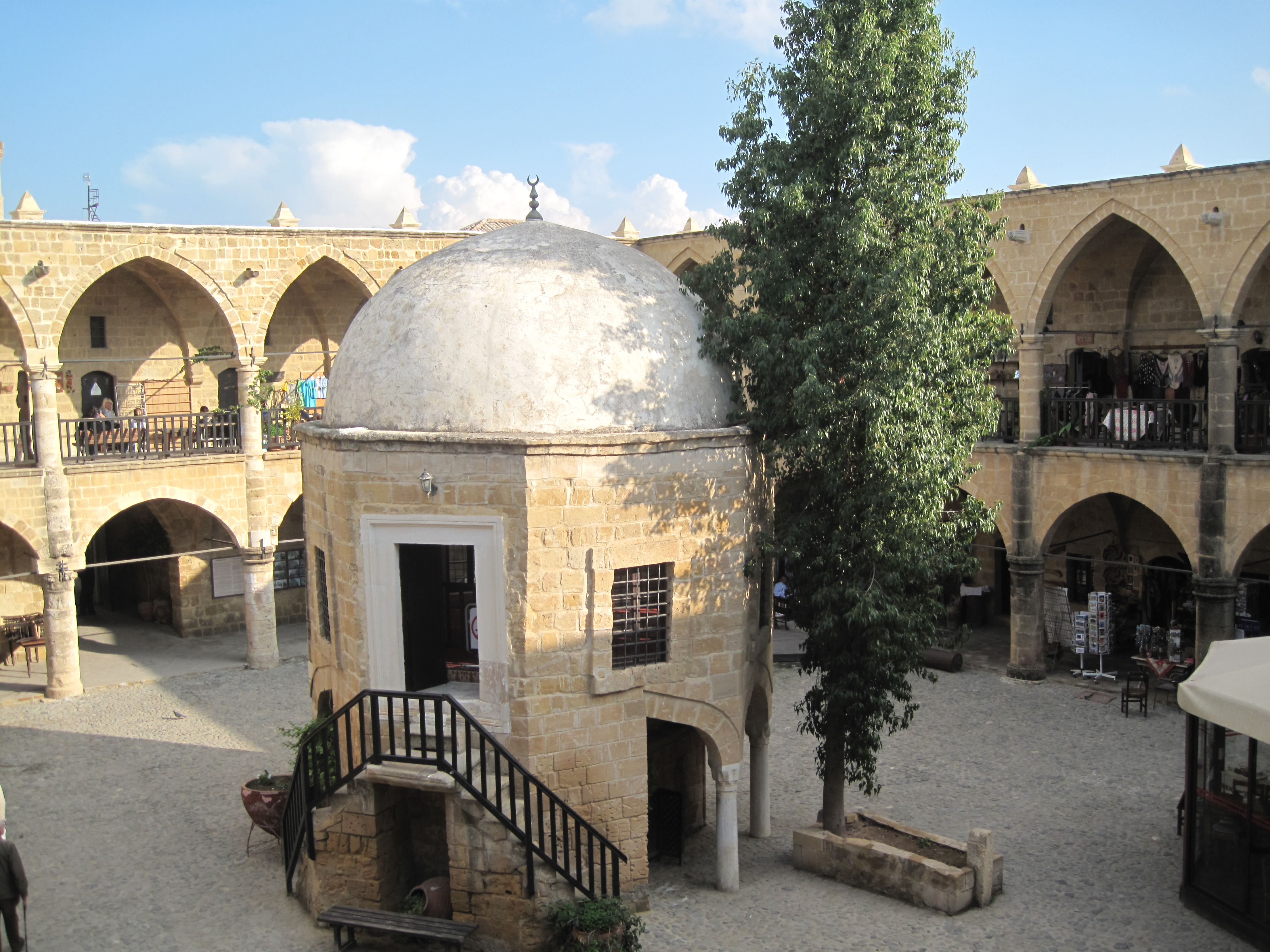
Büyük Han (Nicosia op Cyprus)